# Parachironomus agraensis
Parachironomus agraensis är en tvåvingeart som beskrevs av Jai Kisahn Maheshwari och Agarwal 1993. Parachironomus agraensis ingår i släktet Parachironomus och familjen fjädermyggor.
Artens utbredningsområde är Uttar Pradesh (Indien). Inga underarter finns listade i Catalogue of Life.